# Maria Hervás Moncho
Maria Hervás Moncho (Dénia, Marina Alta, 10 de setembre de 1894 - 1963) fou una metgessa valenciana pionera, una de les primeres llicenciades en Medicina de la Universitat de València.
Filla del metge José Hervás Millán i de Regina Moncho Morera, María Hevás Moncho es va matricular a la Universitat de València en el preparatori de Medicina en el curs 1911-1912. Es llicencià en Medicina el juny de 1918. I després, entre 1921 i 1926, va treballar a l'Institut de Serologia de París. Va contraure matrimoni entre 1918 i 1920 amb un famós metge de l'època, el doctor Henry Sanlier Lamark Vassou, d'origen francès. Compromesa amb els avenços modernitzadors de la Segona República, durant la Guerra Civil espanyola, l'octubre de 1938, exercí el càrrec de cap del Laboratori de Serologia del Servei de Transfusió de Sang a València, dependent de la Inspecció General de Sanitat de l'Exèrcit. La seva contribució a la defensa de la Segona República li comportà ser represaliada, i la seva fitxa consta al 'Centre Documental de la Memòria Històrica' del Ministeri de Cultura.
Va signar articles a la Revista de Sanitat de Guerra titulats «Contribución al estudio de la vacunación por vía bucal» sobre la prevenció i profilaxi de les malalties epidèmiques, i «Interpretación y causas de error de la Reacción de Wasserman», sobre el tractament de les malalties venèries, publicats respectivament en 1937 i 1938, respectivament.
El 2022 es presentà a les Corts Valencianes una proposició no de llei per donar el nom de la doctora pionera Maria Hervàs al Centre de Transfusió de la Comunitat Valenciana.